# Rio Timbuí
O rio Timbuí é um rio do estado brasileiro do Espírito Santo, na bacia do rio Reis Magos. É formado pelo córrego Valão de São Pedro e pelo córrego Valão de São Lourenço. Também são seus afluentes o córrego Valsugana Velha e o córrego Santa Lúcia.